# Teuter
Teuter fou bisbe de Girona en el darrer terç del segle IX.

## Biografia
El primer esment que es fa de Teuter és a l'estiu de 874 en que participà en el concili que es va reunir al palau d'Attigny, en presència del rey Carles el Calb.
Signà les actes del Concili de Troyes celebrat el setembre i octubre de 878, l'any sisè del pontificat de Joan VIII i el primer del regnat de Lluís el Tartamut. Coincidí amb els bisbe Frodoí de Barcelona que signà en la posició 29 contra la posició 22 de Teuter, Flórez infereix arriscadament que Teuter ja seria bisbe cap al 870.
Teuter signà també les actes del Concili Pontigonense de 876 en posició 64. Consta en el Llibre Verd que el 17 de maig de 884 feu mitjançant procurador la súplica que se li confirmessin els honors sobre Ullà que el rei havia donat al bisbe per a Santa Maria i Sant Fèlix, fixant-se límits i fites. En el mateix Llibre Verd consta la confirmació que Lluís pare de Carloman de Baviera feu a l'Església de Santa Maria i Sant Fèlix (28 d'agost de 884). L'any següent es consagrà l'arquebisbe de Narbona, Teodard, tot i que Teuter no pogué assistir-hi prestà el seu consentiment i signà l'acta de consagració.
Sulpici Pontich és de l'opinió que Teuter morí per causa d'aquesta malaltia aquell mateix any, tanmateix consta el 886 demanant a Carles el Gras la seva protecció a favor de l'església i bisbat de Girona. Fou concedida per l'emperador i a més li feu donació de la vila de Elseda amb totes les seves pertinences. S'afegeix al privilegi datat l'1 de novembre de 886 que els habitants de les viles esmentades en ell, prestin al bisbe i als seus successors l'obsequi o servei que acostumaven a prestar als comtes.
Per l'agost de 885 es trobava greument malalt però apareix documentat, encara en vida, el 24 de novembre de 888, data propera a la seva mort ja que, el 15 de desembre d'aquell mateix any, ja actuava el seu successor en el càrrec.